# 흉악: 어느 사형수의 고발
《흉악: 어느 사형수의 고발》(일본어: 凶悪 교아쿠[*])은 2013년 공개된 일본의 영화이다. 동명의 베스트셀러 소설 (ISBN 4101239185)을 원작으로 한 서스펜스 영화이며, 시라이시 가즈야 감독의 첫 장편 작품이다. 원작은 실제로 일어난 살인 사건 상신서 살인 사건을 바탕으로 옥중 사형수가 고발한 살인 사건의 진상을 신쵸 45 편집부가 폭로한 체포에 이르기까지를 그린 범죄 논픽션이이다.

## 출연

### 주연
- 야마다 타카유키
- 릴리 프랭키
- 이케와키 치즈루
- 피에르 타키

### 조연
- 시라카와 카즈코
- 요시무라 지츠코
- 코바야시 카츠야
- 요네무라 료타로
- 부 지지
- 토바야마 분메이
- 히로스에 히로마사
- 마츠오카 이즈미

## 기타
- 미술: 이마무라 츠토무